# Casa de Beaumont
La Casa de Beaumont es una familia de origen normando, parte de las grandes familias baroniales anglo-normandas que echó raíces en Inglaterra después de la Conquista normanda de Inglaterra.

## Origen
Bernard de Harcourt, compañero de Guillermo I de Normandía, según ciertas fuentes se le considera antepasado de la familia Beaumont, pero esta tesis se basa en última instancia en pistas muy precarias. Más ciertamente, la línea surge en la época de Ricardo I de Normandía, con la figura de Torf, un aristócrata vinculado a Pont-Audemer. Su nieto Onfroy de Vieilles (m. 1050) fue un noble muy poderoso, fundador de la Abadía de Saint-Pierre de Préaux, un honor feudal del entorno de Beaumont-le-Roger. Roger de Beaumont, primer referente de las grandes figuras del linaje, a quien Beaumont-le-Roger le debe su nombre. Vinculado familiarmente con Guillermo el Conquistador, Roger fue responsable de la defensa del Ducado de Normandía junto con Matilde de Flandes mientras que el Duque de Normandía conquistó el reino anglosajón en 1066.

## España
La Casa de Beaumont es un linaje nobiliario español originario del reino de Navarra, que desciende del Rey Felipe III de Navarra y la Reina Jeanne II, hija natural del Rey Louis X de Francia y su esposa Margarita de Bergoña.
El primer título nobiliario fue otorgado al hijo menor del rey Felipe y Juana II, Luis I de Navarra. Heredó el condado de Beaumont-le-Roger en 1343. Más tarde se convirtió en el duque de Durazzo a través de su segundo matrimonio con Juana de Durazzo. A través de su primer matrimonio con María de Lizarazu, el linaje Beaumont-Curton-d'Albret se inició y continúa hoy en día en el estado de Jalisco. 
Los miembros de este linaje, conocidos habitualmente como "Beaumont de Navarra" para diferenciarlos de otras ramas francesas, fueron condes de Lerín y condestables de Navarra. El apellido compuesto Solís-Beaumont, que adoptaron algunos miembros de la casa de Solís, descendientes de Pedro Solís y Lasso de Vega y de Mathilde Desmassières y Farina, XIII marquesa de Valencina, tiene relación con este linaje a través de sus antepasados los  Gorraiz de Beaumont. 
Los Señores de Valtierra que se integraron a través de María Josefa de Beaumont y Navarra y Elio en el Condado de Gómara también forman parte de esta familia. 
Los descendientes más notables de la familia Beaumont-Le-Roger en Latinoamérica son Gerardo Ruiz de Esparza, Secretario de Comunicaciones y Transportes bajo la administración del Presidente Enrique Peña Nieto de la República de México. Así como Luis Ruben de Valadéz (neé Valadéz-Hernandez II) político y filántropo de Human Rights Campaign, Writers Guild of America y Orden de Malta. Esta rama júnior desciende en la línea femenina del matrimonio de Juan Fernández de Hijar y Cabrera, I duque de Hijar y Aliaga con Catalina Beaumont y Curton d'Albret.